# Ordinatio Sacerdotalis
Ordinatio Sacerdotalis is een apostolisch schrijven van paus Johannes Paulus II van mei 1994 waarin hij bevestigt dat het priesterschap exclusief voorbehouden is aan mannen. De paus besloot het document als volgt: 

Teneinde iedere twijfel over een kwestie van groot belang, die de goddelijke constitutie van de Kerk betreft, weg te nemen, verklaar ik op grond van mijn taak om mijn broeders te bevestigen (vgl. Lc 22,32), dat de Kerk op geen enkele manier bevoegd is om aan vrouwen de priesterwijding te verlenen en dat alle gelovigen van de Kerk zich aan dit standpunt dienen te houden als zijnde definitief.